# 柴本愛沙
柴本 愛沙（しばもと あいさ、12月7日 - ）はウェザーマップ所属の気象予報士。

## 経歴
長野県中野市出身。長野県須坂高等学校、法政大学卒業。大学卒業後は、一般企業の会社員として働く。
2006年に気象予報士試験に合格。会社員として働きながら、気象予報士としてコラムを執筆したり、モデル活動などを行っていた。
2018年よりウェザーマップに所属し、本格的に気象キャスターを始める。2018年4月から1年間、OBS大分放送の「OBSイブニングニュース」で気象キャスターを担当。
2019年4月から「TBS NEWS」を担当。
2022年、美魔女コンテストTOKYOに出場。
2023年、日本化粧品検定協会の「コスメコンシェルジュアンバサダー2023」に就任。

## 年譜
- 2010年 - 2018年 : 各種女性誌（詳細は下記参照）などで読者モデル
- 2010年 - 2018年 : 各種美容商材などの広告モデル
- 2012年8月 : WEBサイト＆携帯アプリ「ぐる☆天」で週間天気予報を担当。
- 2013年 : POLA広報誌にて、気象予報士として「秋のハッピースキンケア」連載
- 2015年 - 2017年 : TOKYO MX 「おしえて！美bien」準レギュラー出演
- 2018年 - : OBS大分放送「OBSイブニングニュース」レギュラー出演（気象予報士）
- 2019年 - : TBSテレビ「TBS NEWS」レギュラー出演（気象予報士）

　　　　　: JFNラジオ 「OH!HAPPY MORNING」レギュラー出演（気象予報士）

## 人物
気象予報士の資格の他にも、第二種衛生管理者、社会福祉主事任用資格を持っている。

## 現在の担当番組
- TBS NEWS（TBS、2019年4月 - ）気象キャスター
- Yahoo!天気・災害 動画出演（2018年4月2日 - ）気象キャスター
- JFNラジオ「Oh!HAPPY MORNING」（JFN、2019年4月 - ）気象キャスター

## 過去の出演番組
- OBSイブニングニュース（大分放送、2018年4月 - 2019年3月）気象キャスター
- おしえて！美bien（TOKYO MX、 2015年10月1日 - 2017年9月29日）
- 好きか嫌いか言う時間（TBS、2016年3月22日）
- ビューティースタジアム マナラホットクレンジングゲル（TV通販番組、2017年）

## イベント
- 千葉県警察浦安警察署　一日警察署長（2020年）
- 防災イベント「みんなの防災＋ソナエ」（2018年）

## 執筆
- キャンプマガジン「気象予報士お天気コラム」（2021年7月号）
- クラブサンスター「気象予報士に聞く、冬肌と喉の乾燥を防ぐケア法」（2021年）
- BUSINESS LIFE　コラム掲載「梅雨の肌トラブル対策」（2019年）
- 日刊SPA！WEBサイト「「九州南部の豪雨、避難指示が出ても99%は逃げなかった大問題」（2019年）

## 雑誌・新聞
【気象予報士として】
- 「タンデムスタイル」　2021年6月号
- 「美的」 2021年 5月号　超多忙な人の「キレイの近道小ワザ」
- 「美的」2020年3月号　寒さ＆冷えが過酷な職業の女性のリアルな温活事情
- 「steady.」2019年11月号　OLパンプス大賞2019
- 「日刊SPA！」コメント記事掲載　2019年
- 「週刊ポスト」2019年7月13日号　地方局お天気キャスター特集

【読者モデルとして】
- 信濃毎日新聞（朝刊） （2010/8/8）
- with
- MISS
- MAQUIA
- BODY＋
- 美人百花
- VOCE
- anan
- and GIRL
- GINGER
- Stedy.
- &ROSY
- 美的

## WEB広告
- アプロス株式会社 シルキーカバー
- AmebaGG
- 〈花王ビオレ〉ホメられ肌COLLECTION（2010/6/15 - ）
- SUAオンラインショップ
- オーストラリアマカダミアナッツ協会
- ar an（アールアン）
- 花王ロリエ スペシャルサイト（2010/8/23 - )
- FLANDRE ONLINE STORE フランドルガールズ（2010/11/29 - ）
- ドクターK
- トヨタ自動車 what´s UP TOYOTA
- PARCO グランバザール
- &mico WEBマガジン
- OZmall for MEN
- キンランミューズ（2011/8/20 - ）
- テルヴィス アクアプロティオ HP
- 「X BRAND × 美的」 ルナソルファンデション特集（2012/2/1 - ）
- Panasonic ネックリフレ特別サイト（2012/4/1 - ）
- ヱビスビール

など多数

## WEBCM
- PARCOグランバザール
- otona MUSE
- 花王
- プリマヴィスタ

## 交通広告
- AUBE couture （2012/6/18 - 2012/6/25）（東京メトロ主要駅、大阪駅、名古屋地下鉄主要駅、札幌地下鉄主要駅、仙台地下鉄全駅、広島本通駅、福岡地下鉄主要駅）

## アプリ
- 美人歩数計
- Grumo×my365
- ぐる☆天

## 気象関係
- 美容天気予報 お天気コラム（2008/2/1 - 2011年頃まで）
- 美容天気API
- ぐる☆天 週間天気予報（2012/8/27 - ）
- OBSイブニングニュース
- TBS NEWS
- Yahoo!天気・災害 動画出演
- JFNラジオ「Oh!HAPPY MORNING」